# Bazylika katedralna Narodzenia Najświętszej Maryi Panny w Tarnowie
Bazylika katedralna Narodzenia NMP w Tarnowie – główny kościół diecezji tarnowskiej, sanktuarium Matki Bożej Bolesnej w Tarnowie. Kościół pierwotnie gotycki, wielokrotnie przebudowywany i rozbudowywany w późniejszych okresach, obecnie o cechach neogotyckich. Budowla jest trzynawowa, z wydłużonym prezbiterium, zamkniętym trójboczną absydą oraz dobudowaną ze strony zachodniej wysoką wieżą. Wnętrze bazyliki katedralnej kryje wiele artystycznych stylów minionych epok, w prezbiterium znajdują się monumentalne pomniki nagrobne Tarnowskich i Ostrogskich.

## Lokalizacja
Bazylika katedralna znajduje się na tarnowskiej Starówce, pośrodku północnej części placu Katedralnego, sąsiadującego z północno-zachodnim narożnikiem Rynku. Z trzech stron kościół w bliskim sąsiedztwie otoczony jest przez zwartą zabudowę. Na zachód od kościoła wznoszą się, przylegające do średniowiecznego muru miejskiego, zabytkowe zabudowania Muzeum Diecezjalnego. Po wolnej od zabudowy południowej stronie katedry znajdują się dwa posągi. Na środku placu wznosi się kamienna kolumna z figurą Matki Boskiej Niepokalanie Poczętej z 1884 roku, ufundowana przez bp Józefa Pukalskiego w 30. rocznicę ogłoszenia dogmatu o Niepokalanym Poczęciu. Przy południowo-wschodnim narożniku prezbiterium usytuowany jest, wykonany z brązu, pomnik Jana Pawła II dłuta Bronisława Chromego, odsłonięty 29 czerwca 1981 roku.

## Historia

### Kościół parafialny

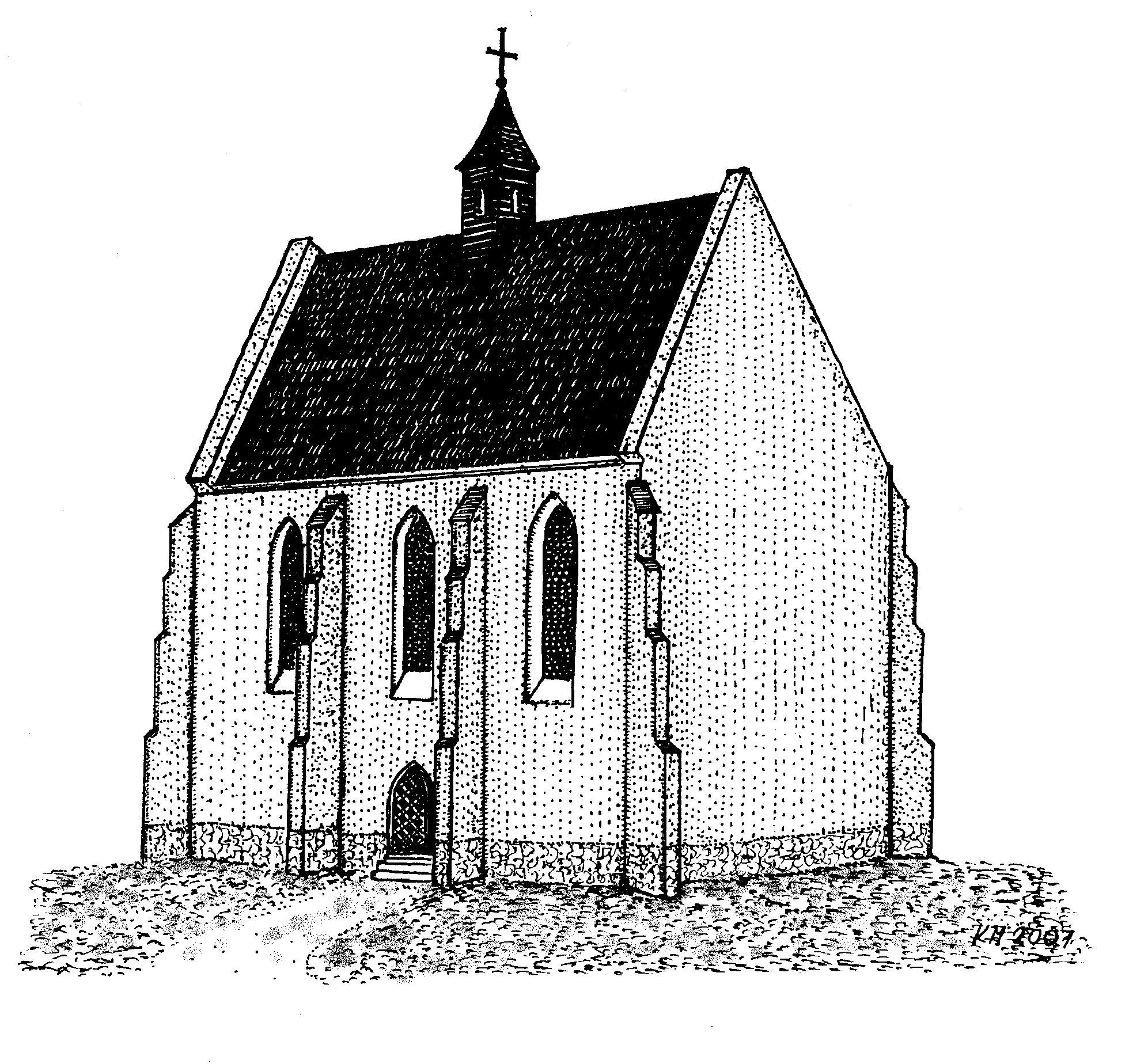
Teoretyczny rysunek kościoła w połowie XIV w.

Pierwszy tarnowski kościół parafialny wraz z otaczającym go cmentarzem powstał na działce wydzielonej w czasie lokacji miasta w 1330 roku.  Murowany z cegły kościół, z drewnianym stropem, zbudowano w północno-zachodniej części miasta w jego najwyższym miejscu. Wzniesiony został staraniem założyciela miasta Spycimira Leliwity, niedługo po lokacji miasta. Mieścił się w obrębie murów nawy głównej obecnej bazyliki. Od początku nosił wezwanie Narodzenia Najświętszej Maryi Panny. Prawo patronatu kościoła należało do potomków Spycimira z rodu Tarnowskich.
Miejska parafia w Tarnowie wzmiankowana jest po raz pierwszy w piśmie Kazimierza Wielkiego z 12 stycznia 1346 roku skierowanym do papieża. Probostwo w tym roku objął ks. Mikołaj, Czech z pochodzenia, były członek zakonu bożogrobców z Miechowa. W aktach świętopietrza notowana jest dopiero od 1352 roku. Została wydzielona z obszaru, należącej do benedyktynów, parafii św. Marcina.
Pierwsza rozbudowa tarnowskiego kościoła miała miejsce w drugiej połowie XIV wieku, wtedy do południowej ściany dobudowana została kaplica Bożego Ciała. Ufundował ją wraz z altarią współwłaściciel miasta Spytek z Tarnowa (zm. ok. 1395). Od wezwania altarii nazywana jest też kaplicą Krzyża Świętego. W murowanej z cegły kaplicy zastosowano, zachowane do dziś, rzadko spotykane siedmiotarczowe sklepienie przeskokowe.
28 października 1392 w tarnowskim kościele parafialnym odbyła się konsekracja franciszkanina Jakuba Strepy, późniejszego błogosławionego, na pierwszego biskupa halickiego. Uroczystość odbyła się w tarnowskim kościele ponieważ Jan z Tarnowa pełnił funkcję starosty ruskiego.

### Kościół kolegiacki

#### Erygowanie kolegiaty
17 kwietnia 1400 roku biskup krakowski Piotr Wysz na prośbę Jana z Tarnowa podpisał akt erekcyjny, który podniósł tarnowski kościół parafialny do godności kolegiaty. Utworzona została kapituła kolegiacka z trzema prałaturami oraz dwiema kanoniami, na czele której stał prepozyt sprawujący jurysdykcję nad duchowieństwem w siedmiu parafiach. Była to pierwsza kolegiata w diecezji krakowskiej z fundacji możnowładczej. W 1418 roku erygowanie kolegiaty tarnowskiej potwierdził papież Marcin V.

#### Rozbudowa w stylu gotyckim

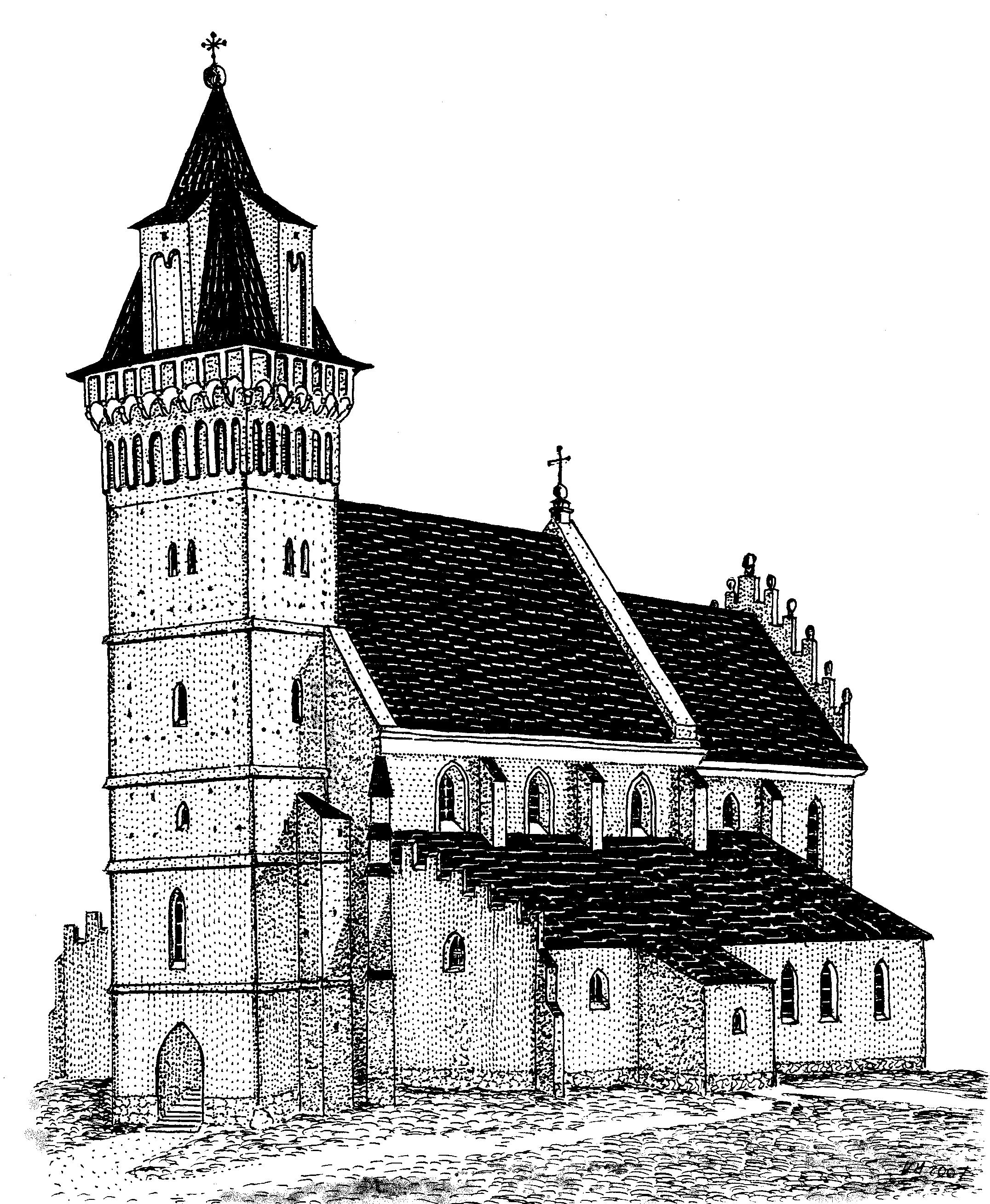
Kolegiata w Tarnowie w formie, jaką uzyskała na początku XVI w.

W związku z podniesieniem rangi kościoła kolegiata stopniowo była rozbudowywana o prezbiterium, zakrystię kanonicką i wieżę przybudowaną do zachodniej fasady, o dolnych kondygnacjach murowanych i górnych drewnianych i szereg kaplic. W następnych latach przy murze miejskim za kolegiatą budowane były domy kanoników.
W początkach XV wieku dobudowana została kruchta po stronie południowej i zakrystia po stronie północnej. W 1415 roku Jan Tarnowski i jego brat Spytek ufundowali nad grobem ojca kaplicę z ołtarzem pod wezwaniem Rozesłania Apostołów jako wotum za szczęśliwy powrót z bitwy pod Grunwaldem. Wezwanie kaplicy odnosiło się do święta, które obchodzone jest w liturgii Kościoła rzymskokatolickiego 15 lipca, w dniu bitwy, w której fundatorzy wzięli udział. Kanonik zobowiązany do opieki nad kaplicą uposażony został wsią Łukowa.
W 1483 roku kolegiatę poważnie uszkodził pożar, zniszczone zostały drewniane stropy, górną część wieży i prezbiterium. Następny pożar miał miejsce w 1494 roku. Podczas odbudowy wnętrze kolegiaty powiększono o zakończone prostokątnie prezbiterium, mury podwyższono i nakryto sklepieniem sieciowym, wybudowano w całości murowaną wieżę. W tym czasie wnętrze wzbogaciło się o zachowane do dziś stalle kanonickie. W 1512 roku od strony północnej dobudowano kaplicę św. Anny i skarbiec, a dwa lata później kaplicę Matki Boskiej Szkaplerznej od strony południowej. W kruchcie południowej osadzono gotycko-renesansowy portal, najbogatszy pod względem rzeźbiarskim i symbolicznym w tej świątyni. Wszystkie rozbudowy tarnowskiej kolegiaty do początków XVI wieku były zgodne z założeniami architektury gotyku.
Według spisu inwentarza z 1559 roku, przeprowadzonego na zlecenie Rady Miejskiej, kolegiata miała 13 ołtarzy, w tym ołtarz podarowany w 1528 roku przez króla Węgier Jan Zápolya w podzięce za gościnę w Tarnowie. Opiekę nad ołtarzami sprawowały poszczególne bractwa religijne i cechowe.

#### Budowa renesansowych pomników

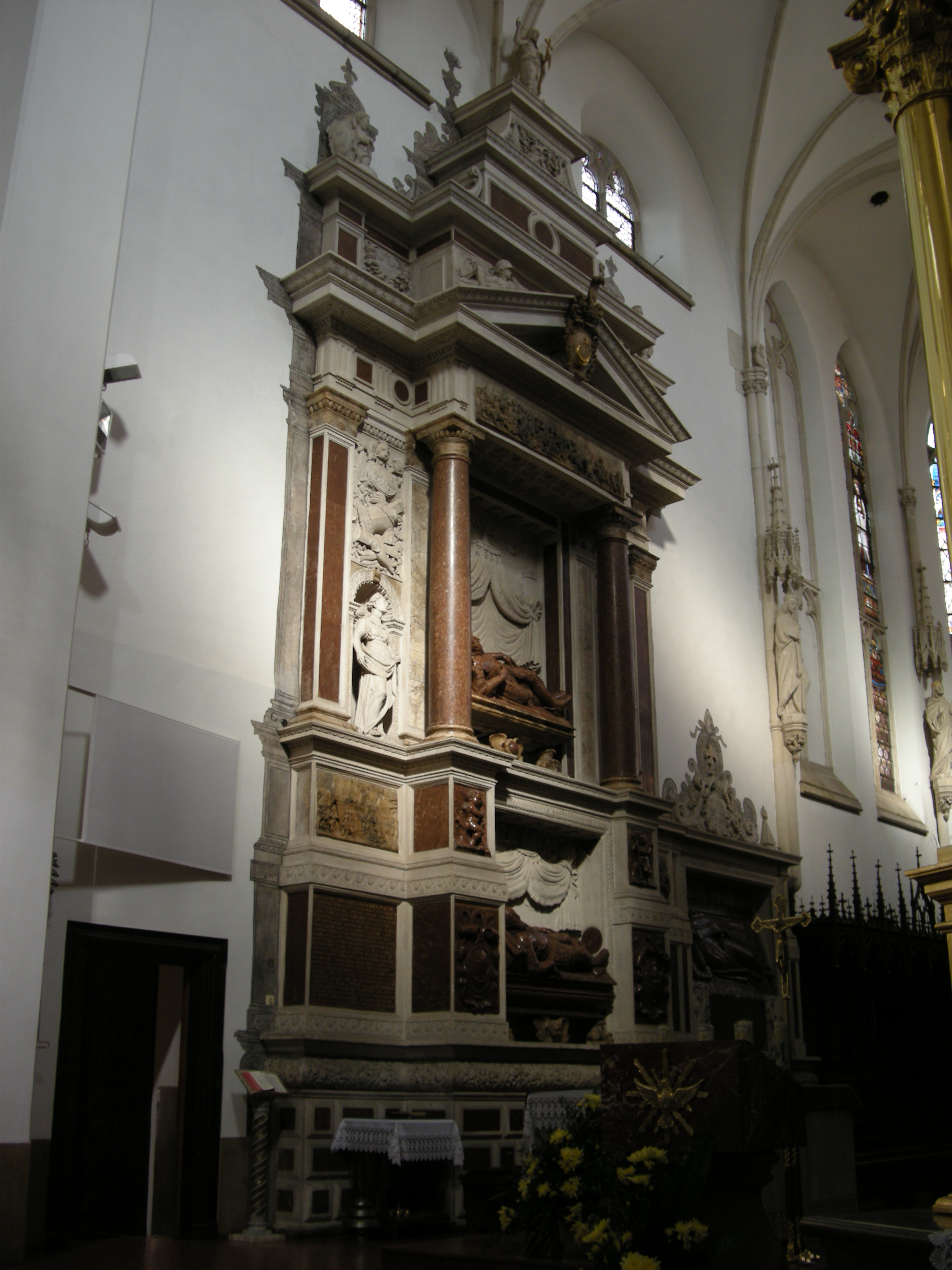
Pomnik nagrobny Jana Amora i Jana Krzysztofa Tarnowskich

W pierwszej połowie XVI wieku hetman Jan Tarnowski ufundował kilka przyściennych pomników nagrobnych upamiętniających jego najbliższych krewnych, czyniąc z wnętrza kolegiaty mauzoleum rodowe. Proboszczem kolegiaty był w tym czasie jego syn Jan (zm. 1537), który również mógł partycypować w fundacji. Pierwotnie pomniki zostały umieszczone w prezbiterium kolegiaty. Kolejno powstawały: 
- pomnik Barbary z Rożnowa – matki hetmana (1520-24)
- pomnik Barbary z Tęczyńskich – pierwszej żony hetmana (1530)[9]
- piętrowy pomnik Jana Amora Tarnowskiego – ojca hetmana i Jana Amora Tarnowskiego – przyrodniego brata hetmana (1525-1536).

Po śmierci Jana Tarnowskiego (zm. 1561) Padovano przekomponował pomniki Barbary z Tęczyńskich i Janów Tarnowskich, które zostały przeniesione do bocznych kaplic, aby zrobić miejsce dla monumentalnego pomnika hetmana.
W latach 1561–1574 powstał pomnik nagrobny hetmana Jana Tarnowskiego i jego syna Jana Krzysztofa. Budową pomnika, inspirowanego wielkimi pomnikami dożów weneckich z 2. połowy XV stulecia, kierował włoski architekt i rzeźbiarz Jan Maria Padovano. Syn hetmana zmarł w 1567 roku, jeszcze przed zakończeniem prac, więc Konstanty Wasyl Ostrogski zlecił artyście przekomponowanie pomnika na piętrowy, aby upamiętniał także syna hetmana. W ten sposób powstał najwyższy w Polsce (13,8 m) pomnik renesansowy, w późniejszym czasie przedłużony jeszcze w dolnej partii o pomnik poświęcony Zofii Ostrogskiej, zmarłej w 1570 roku córce hetmana.

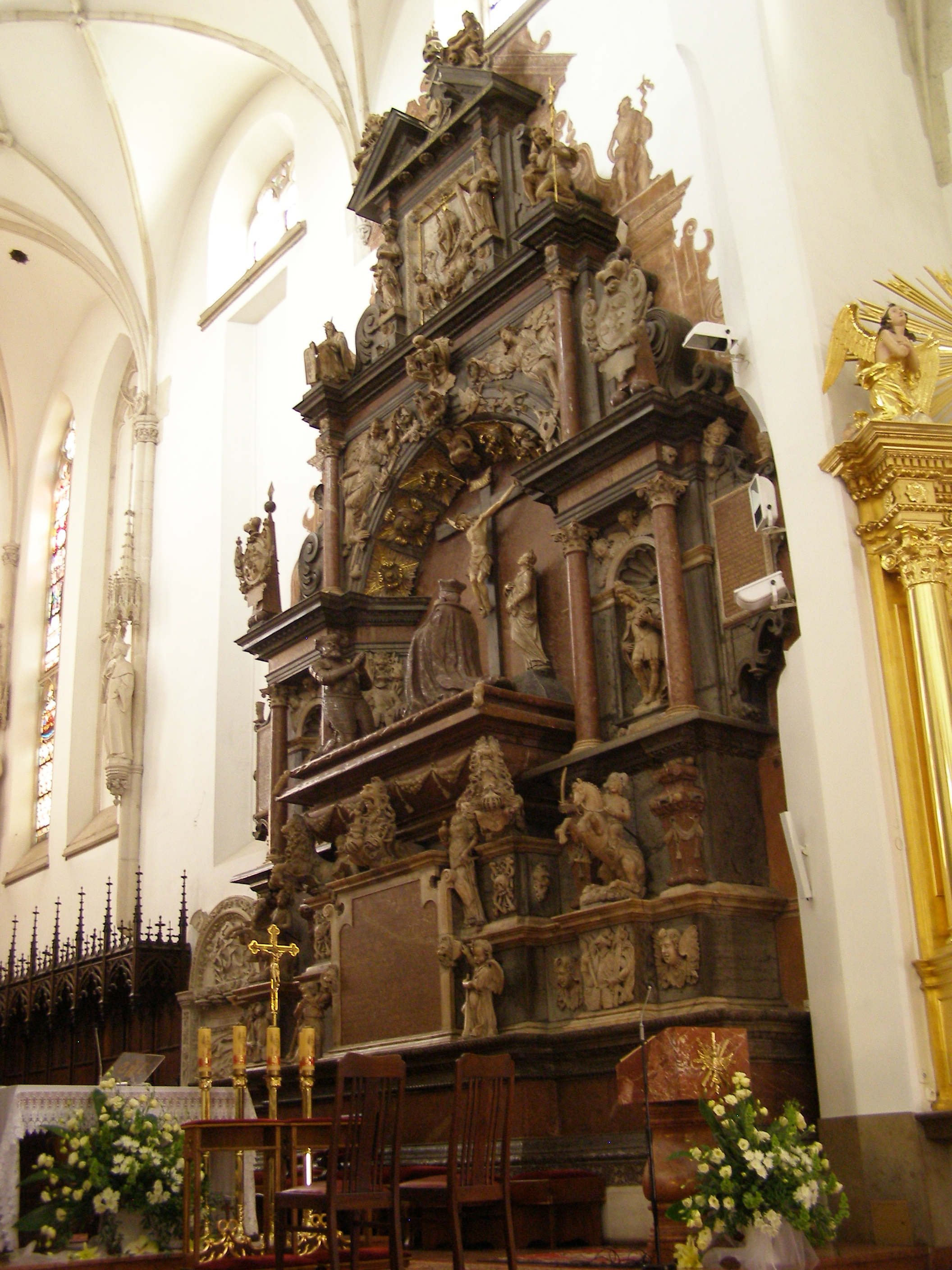
Pomnik nagrobny Ostrowskich

Pierwszym pomnikiem w kolegiacie tarnowskiej nie należącym do Tarnowskich był pomnik nagrobny prepozyta Marcina Łyczki (zm. 1578), m.in. fundatora murowanego budynku szkoły parafialnej. Autorstwo tego pomnika przypisywane jest Wojciechowi Kuszczycowi, który wykonał też najstarsze zachowane epitafium w tym kościele, poświęcone rzeźbiarzowi Wojciechowi (obecnie pod wieżą przed wejściem do nawy głównej).
Po 1620 roku, naprzeciwko pomnika hetmana, zamontowano dorównujący mu wielkością pomnik księcia Janusza Ostrogskiego (zm. 1620) i jego żony Zuzanny z Serédych (zm. 1596) o renesansowej architekturze wypełnionej w stylu manieryzmu gdańskiego. Autorem pomnika był wrocławianin Jan Pfister. Pomnik wykonywany był od 1612 roku w Brzeżanach i przywieziony stamtąd na wozach przez mieszkańców podtarnowskiej Strusiny.

#### Dobudowa w stylu barokowym
15 kwietnia 1617 roku pożar dachu nad prezbiterium spowodował stopienie dwóch dzwonów i upadek dwóch następnych. Zniszczeniu uległy akta i przywileje kościelne. Odbudowa trwała kilka lat. W tym czasie do prezbiterium od północy dobudowano skarbiec i kapitularz (obecne przejście do zakrystii). W 1644 roku zamontowano w prezbiterium nowy główny ołtarz. Kolejny pożar w 1663 roku, nazajutrz po uroczystości Bożego Ciała, również dokonał zniszczeń kolegiaty. Ocalały ołtarze i pomniki. Odbudowa, dokonywana dzięki ofiarom kapituły i wiernych, rozpoczęła się w 1667 roku i trwała przez kilka lat.
W 1712 roku, na piętrze ponad skarbcem, zbudowano kaplicę pod wezwaniem Świętych Relikwii z dojściem po schodach od strony nawy. Została nakryta barokową kopułą z latarnią. Budowa miała związek z wizytą prepozyta ks. Piotra Stanisława Orłowskiego w Rzymie, w czasie której papież obdarował go licznymi relikwiami, w tym całym ciałem bł. Felicissimusa, męczennika z 258 roku. 8 września 1712 do nowej kaplicy wprowadzono relikwie bł. Felicissimusa, których obecności tarnowianie przypisywali szybkie zakończenie zarazy w 1705 roku. Ołtarz w niej powstał w 1733 roku W 1780 roku, po przeniesieniu skarbca, kaplicę tę obniżono do poziomu posadzki kościoła. W tym samym czasie zbudowano obecną, dużą zakrystię, a nad nią nowy skarbiec.
Po pożarze miasta w 1735 roku przystąpiono do pokrycia kolegiaty materiałem ogniotrwałym w postaci dachówki. Prace ukończono w 1740, jednak nowy dach przeciekał i w 1757 roku prezbiterium pokryto blachą miedzianą. W tym roku zamontowano też nowe organy. 10 lat później wykonano nową posadzkę za pieniądze uzyskane ze sprzedaży kosztowności ze skarbca kolegiackiego. Odnowiono też przy okazji pomniki. W niezmienionej formie kolegiata dotrwała do I rozbioru Polski.
Zmiany porozbiorowe

Plan kolegiaty tarnowskiej w 1785 r. według F. Herziga. 1. Nawa (chór większy), 2. Kaplica św. Krzyża, 3. Babiniec, 4. Przedsionek południowy, 5 i 6. Zakrystia, 7. Przedsionek północny (dawny), 8. Kaplica Rozesłania Apostołów, 9. Wieża, 10. Prezbiterium (chór mniejszy), 11. Kaplica Matki Bożej Szkaplerznej, 12. Kaplica św. Anny, 13. Skarbiec i kapitularz, 14. Przedłużenie prezbiterium, 15.Przedsionek skarbca, Nad nr 5. Kaplica Świętych Relikwii.

Dekretem z dnia 20 września 1783 roku cesarz Józef II utworzył diecezję tarnowską obejmującą całą zawiślańską część diecezji krakowskiej, wcieloną do Galicji po I rozbiorze Polski. Biskupem nominatem Józefa II został Jan Duwall, zmarł 13 grudnia 1785, nie doczekawszy się prekonizacji. Tarnowska kolegiata miała pełnić funkcję katedry.
W 1784 roku cesarski dekret nakazał zamknąć cmentarze na obszarze miast. Po utworzeniu cmentarza na Zabłociu cmentarz sąsiadujący z kolegiatą rozstał zlikwidowany. Rok później rząd austriacki skonfiskował prawie cały skarbiec kolegiacki (m.in. relikwiarze, kielichy, szaty srebrne z ołtarzy, wota). Postanowiono, że duchowny nie może posiadać więcej niż jedno beneficjum. Nowe rozporządzenie doprowadziło do likwidacji kapituły w dotychczasowym kształcie. Uposażenie tarnowskich prałatów i kanoników rząd austriacki włączył do Funduszu Religijnego, z którego członkowie nowo utworzonej kapituły katedralnej mieli otrzymywać stałe wynagrodzenie. Skonfiskowano także budynki należące do kapituły kolegiackiej. W tym roku spłonął też główny ołtarz katedry.

### Kościół katedralny

#### Erygowanie diecezji tarnowskiej
13 marca 1786 roku papież Pius VI erygował kanonicznie diecezję tarnowską, włączając ją do metropolii lwowskiej, a dotychczasowej kolegiacie nadał godność katedry biskupiej. 24 września 1786 roku odbył się uroczysty ingres biskupa Floriana Amanda Janowskiego, pierwszego ordynariusza tarnowskiego z udziałem tysięcy wiernych. Po zajęciu Krakowa w wyniku III rozbioru Polski, rząd austriacki doprowadził w 1808 roku do przeniesienia biskupstwa do Tyńca. Tarnowska katedra stała się świątynią parafialną w diecezji przemyskiej, a od 1822 roku w diecezji tynieckiej.
23 kwietnia 1826 roku, dzięki inicjatywie biskupa tynieckiego Grzegorza Tomasza Zieglera, na mocy bulli Sedium episcopalium translationes Leona XII, w miejsce diecezji tynieckiej ponownie utworzono diecezję tarnowską, a tutejszy kościół odzyskał godność katedry.

#### Przebudowa w bazylikę
Wstępem do większej przebudowy kościoła było połączenie kaplicy Matki Bożej Szkaplerznej i Krzyża Świętego w jedną całość (kaplicę św. Walentego) na początku XIX wieku. W 1810 roku, z powodu złego stanu technicznego wieży, rozebrano jej górną część aż do kalenicy dachu. W 1821 roku prywatnym nakładem nieco ją podwyższono i nakryto kopulastym dachem, znajdowało się na niej pięć dzwonów.

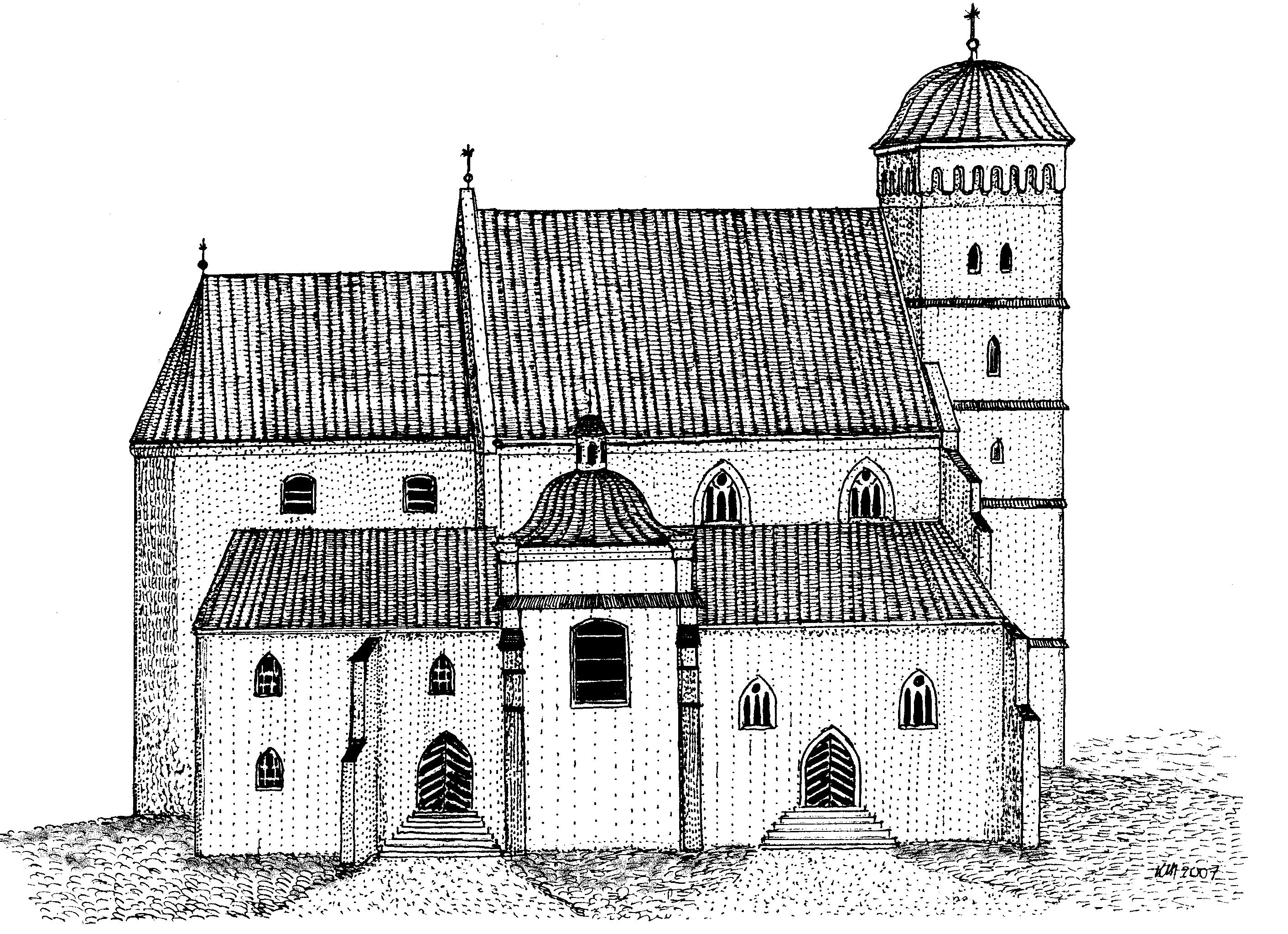
Katedra tarnowska w latach 1827-1890. Widok od północy

Po wzroście znaczenia kościoła zrodziła się pilna potrzeba dostosowania go do nowej roli. 28 kwietnia 1827 roku biskup Grzegorz Tomasz Ziegler wmurował kamień węgielny pod przebudowę katedry.  Po jego szybkim odejściu do innej diecezji, pracami kierowali wikariusz generalny ks. Jan Chrzciciel Fukier i proboszcz ks. Stanisław Kostka Zabierzewski. W latach 1827–1832 w ramach przeprowadzonych prac budowlanych:
- przedłużono prezbiterium, które zakończono wieloboczną absydą bez okien
- wzniesiono nowy skarbiec
- przebudowano i poszerzono chór muzyczny
- wydłużono kaplicę św. Walentego i przemianowano jej wezwanie na św. Benedykta
- utworzono nawy boczne poprzez otwarcie wnętrz arkadami i scalenie w jedną całość:  kaplicy św. Anny, zakrystii i kaplicy św. Relikwii (po stronie północnej) oraz kaplicy Rozesłania Apostołów, kruchty, kaplicy św. Benedykta (po stronie południowej)

- całość zewnętrznej elewacji pokryto zaprawą wapienną

Kolejne prace remontowo-budowlane przeprowadzono w 1853 roku z inicjatywy proboszcza ks. Michała Króla. W ramach prac:
- dobudowano  drugą zakrystię dla kanoników
- ułożono marmurową posadzkę, zakupioną ze zrujnowanego pałacu Lubomirskich w Dąbrowie Tarnowskiej[14]
- wymieniono sklepienie przy prezbiterium w nawie północnej
- wymieniono tynki wewnętrzne
- wymalowano polichromię według projektu Zygmunta Grünera[15]

W wyniku przebudowy katedra otrzymała układ bazylikowy, z wyższą nawą główną i dwiema nawami bocznymi nakrytymi osobnymi dachami. Wieży nie podwyższono. W wyniku przebudowy kościół zatracił gotyckie cechy stylowe.

#### Wyposażanie wnętrza

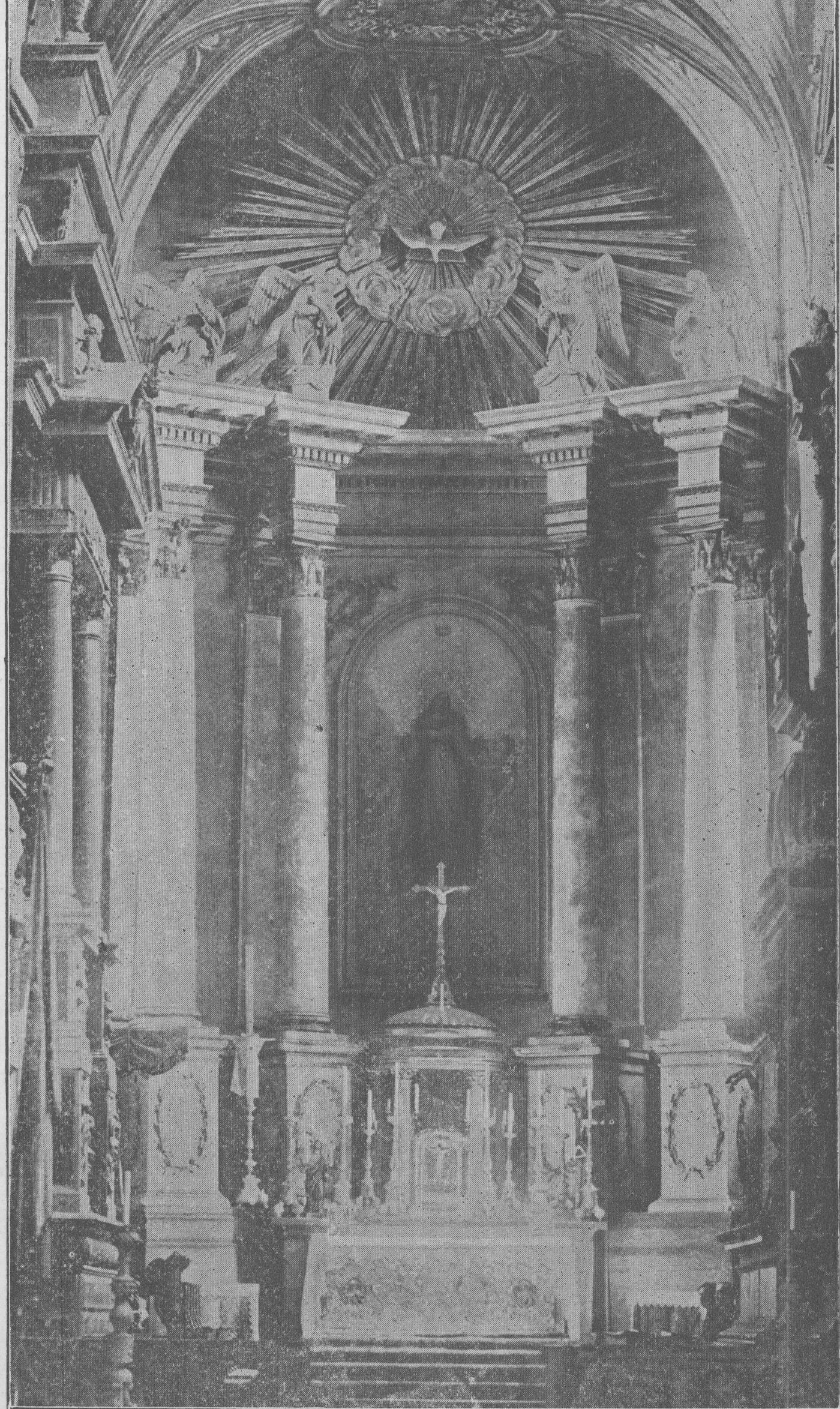
Zdjęcie prezbiterium z 1889 sprzed przebudowy w stylu neogotyckim

Po przebudowie katedry w latach 1827-1832 nie zapomniano o wyposażeniu wnętrza. Do prezbiterium wstawiono nowy ołtarz główny, o wysokości zbliżonej do pomników Tarnowskich i Ostrogskich, z obrazem Wniebowzięcia Matki Bożej sprowadzonym z Wiednia. Zakupiono nowe organy. Katedra wzbogaciła się o antepedium wykonane ze srebrnej blachy w latach 1753-55 we Wrocławiu i Augsburgu, ufundowane pierwotnie dla klasztoru tynieckiego przez opata Stanisława Benedykta Bartoszewskiego herbu Bończa. Prawdopodobnie również wtedy umieszczono w katedrze wielki krucyfiks przy wejściu południowym.
W 1850-1853 roku, z inicjatywy proboszcza Michała Króla, zakupiono dwa ołtarze boczne w pracowni Danasiewicza z Nowego Sącza dopasowane stylistycznie do ołtarza głównego, stojące w nawie głównej do dziś. Po lewej z obrazem św. Józefa (obecnie Matki Bożej Częstochowskiej), po prawej z Ukrzyżowanym Chrystusem pędzla nieznanego malarza z Kalwarii Zebrzydowskiej. Trzeci ołtarz boczny z obrazem św. Kazimierza pędzla Ksawerego Marynowskiego ufundował ks. Walenty Kostkowicz. Z powodu umieszczenia herbu Polski w obrazie tego Świętego ks. Michał Król musiał zmagać się z oskarżeniami o nielojalność wobec cesarza. Ks. Michał Król wymienił też ołtarze w kaplicach św. Anny i Benedykta. W 1853 naprawiono pomniki nagrobne doklejając rozbite w 1827 roku fragmenty i usuwając z nich warstwę gliny i farby.

#### Przebudowa w stylu neogotyckim
W 1884 roku ideę odbudowy wieży katedry podjął kanonik ks. Stanisław Walczyński, który z powodzeniem zaczął prowadzić składkę na ten cel. Pierwotnie, według projektu Feliksa Księżarskiego, miała przypominać wieżę kościoła mariackiego w Krakowie.
W 1886 roku nowy tarnowski biskup ordynariusz Ignacy Łobos uznał restaurację katedry za jedno z najpilniejszych zadań i przyjął patronat nad zbiórką funduszy na ten cel. Proboszczem katedry był w tym czasie ks. Franciszek Leśniak. Projekt neogotyckiej przebudowy powierzono Julianowi Zachariewiczowi ze Lwowa. Dofinansowanie prac z budżetu gminy przyjęto w Radzie Miejskiej jednomyślnie. W 1890 roku powołano dwa komitety, restauracyjny (zajął się w I fazie prac głównie nowym prezbiterium i wnętrzem) i parafialny (zajął się w I fazie prac wieżą). Prace prowadziło przedsiębiorstwo budowlane Franciszka Hackbeila starszego. W czasie przebudowy w latach 1890-1899:

Plan katedry po przebudowie ukończonej w 1900 według F. Herziga

- odbudowano wieżę do 72 m wysokości. Umieszczono na niej duży dzwon „Ignacy Józef” z dwoma mniejszymi oraz zegar z czterema tarczami. W 1899 roku dla upamiętnienia 50. rocznicy panowania cesarza Franciszka Józefa I na iglicy wieży umieszczono pozłacaną koronę, ufundowaną przez duchowieństwo diecezji tarnowskiej.
- przebudowano prezbiterium (wzniesiono od fundamentów nową wieloboczną absydę, wzmocniono i ozdobiono sterczynami mur działowy między prezbiterium a nawą główną)
- dobudowano dwie kruchty od strony północnej, w znacznej części odbudowano grożące zawaleniem ściany zakrystii i nawy północnej
- usunięto tynk z całości elewacji, na jej części położono okładzinę z nowej cegły
- dachy kościoła pokryto blachą miedzianą

- w okna wstawiono nowe witraże: Pokłon Trzech Króli (1891) w przedsionku południowym, Chrystus Dobry Pasterz (1899) w nawie Najświętszego Sakramentu od strony zachodniej; w nawie północnej trzy witraże: św. Stanisław (1891), św. Tomasz z Akwinu, św. Hieronim i św. Alfons Liguori (1896) oraz św. Anny (1899). Witraże w prezbiterium zostały wykonane w 1895 roku i przedstawiają: Niepokalane Poczęcie NMP, św. Wawrzyńca, św. Błażeja, św. Józefa i św. Ignacego, św. Barbarę i św. Helenę.

Wejście główne po neogotyckiej przebudowie z nieistniejącym maswerkiem.

- na zewnętrznej ścianie nawy południowej katedry umieszczono wizerunek Chrystusa ukrzyżowanego ufundowany przez Janusza Rypuszyńskiego, wykonany według projektu Antoniego Madeyskiego
- we wnętrzu wybudowano neogotycki kamienny chór muzyczny, wykonano neogotyckie tabernakulum do ołtarza głównego, ambonę, stalle kanoniczne w absydzie i stacje drogi krzyżowej ufundowane przez ks. infułata Stanisława Walczyńskiego. W nawie południowej ustawiono ołtarz Najświętszego Sakramentu, wykonany według projektu Tadeusza Błotnickiego. Przeprowadzono renowację pomników Tarnowskich i Ostrogskich, pomnik Barbary z Rożnowa przeniesiono do prezbiterium. Usunięto polichromię, ściany pomalowano na biało.

Główne prace ukończono przed 1900 rokiem, w którym obchodzono 500-lecie erygowania kolegiaty tarnowskiej. Z tej okazji wydano też monografię świątyni autorstwa Franciszka Herziga Katedra, niegdyś kollegiata w Tarnowie.
Nie był to jednak ostateczny koniec prac w świątyni. W latach 1904–1905 z funduszy zebranych na restaurację katedry położono nową posadzkę, wykończono cokół wokół budowli i zainstalowano główny portal od strony zachodniej według projektu Juliana Zachariewicza. W 1910 roku w kaplicy Najświętszego Sakramentu w nawie południowej umieszczono pomnik nagrobny księcia Eustachego Sanguszki dłuta Antoniego Madeyskiego. W tym samym roku z okazji 500-lecia bitwy pod Grunwaldem odsłonięto pamiątkową tablicę na ścianie katedry, a dokładnie dawnej kaplicy Rozesłania Apostołów. W 1913 roku rozpoczęto malowanie nowej polichromii, która jednak budziła poważne zastrzeżenia Centralnej Komisji Opieki nad Pomnikami w Wiedniu, jako mało odpowiednia dla tego kościoła.
Po przebudowie kościół zyskał obecny kształt o neogotyckich cechach architektonicznych. Wystrój wnętrza przez prawie pół wieku, aż do 1957 roku,  nie ulegał większym przekształceniom.

#### Restauracja w latach 1957-1970
W 1957 roku pod kierunkiem proboszcza ks. Jana Bochenka. przystąpiono do prac remontowych w katedrze. Planowano m.in. ujednolicenie stylistyczne wnętrza przez zastąpienie klasycystycznych ołtarzy bocznych tryptykami i obniżenie łuków w wejściach prowadzących do naw bocznych, ale ostatecznie z tego zrezygnowano.
W latach 1957–1960 wymalowano nową polichromię zdobiąca wnętrze świątyni, której poszczególne części wykonali: Józef E. Dutkiewicz, Adam Marczyński i Wacław Taranczewski. Ponadto wymieniono posadzkę na granitową umieszczając pod nią ogrzewanie kościoła, wymieniono oświetlenie wnętrza, oczyszczono pomniki w prezbiterium i zrekonstruowano freski znajdujące się wokół nich, podobnie jak fragmenty polichromii ściennej z XVI w. w dawnej kaplicy Matki Bożej Szkaplerznej. Przeołowiono też witraże i wykonano nowe ławki, wzorując się na dawnych rokokowych. W przedsionku północnym odsłonięto tablicę z nazwiskami księży diecezji tarnowskiej zamordowanych podczas okupacji niemieckiej.
W latach 1969–1970 w oknach nawy południowej umieszczono nowe witraże zaprojektowane przez Józefa Furdynę i wykonane w pracowni Anny i Ireneusza Zarzyckich. W 1970 roku, na pamiątkę 1000-lecia chrześcijaństwa w Polsce, wstawiono nowe drzwi do nawy głównej pod wieżą, wykonane z trybowanej blachy miedzianej, według proj. Bogdany i Anatola Drwalów w pracowni Mariana Biedrońskiego.

### Bazylika katedralna
14 czerwca 1972 roku papież Paweł VI podpisał list apostolski „Cum beatissima" nadający tarnowskiej katedrze tytuł i godność bazyliki mniejszej.
W dniach 1-8 września 1982 r. w ramach ogólnopolskich obchodów 600-lecia klasztoru jasnogórskiego trwało nawiedzenie bazyliki katedralnej przez kopię Ikony Matki Bożej Częstochowskiej. Po zakończeniu nawiedzenia w jednym z bocznych ołtarzy figurę Matki Bożej z Lourdes zastąpiła kopia jasnogórskiej ikony pędzla Kazimierza Rydla z Krakowa, dar ks. Franciszka Korty.

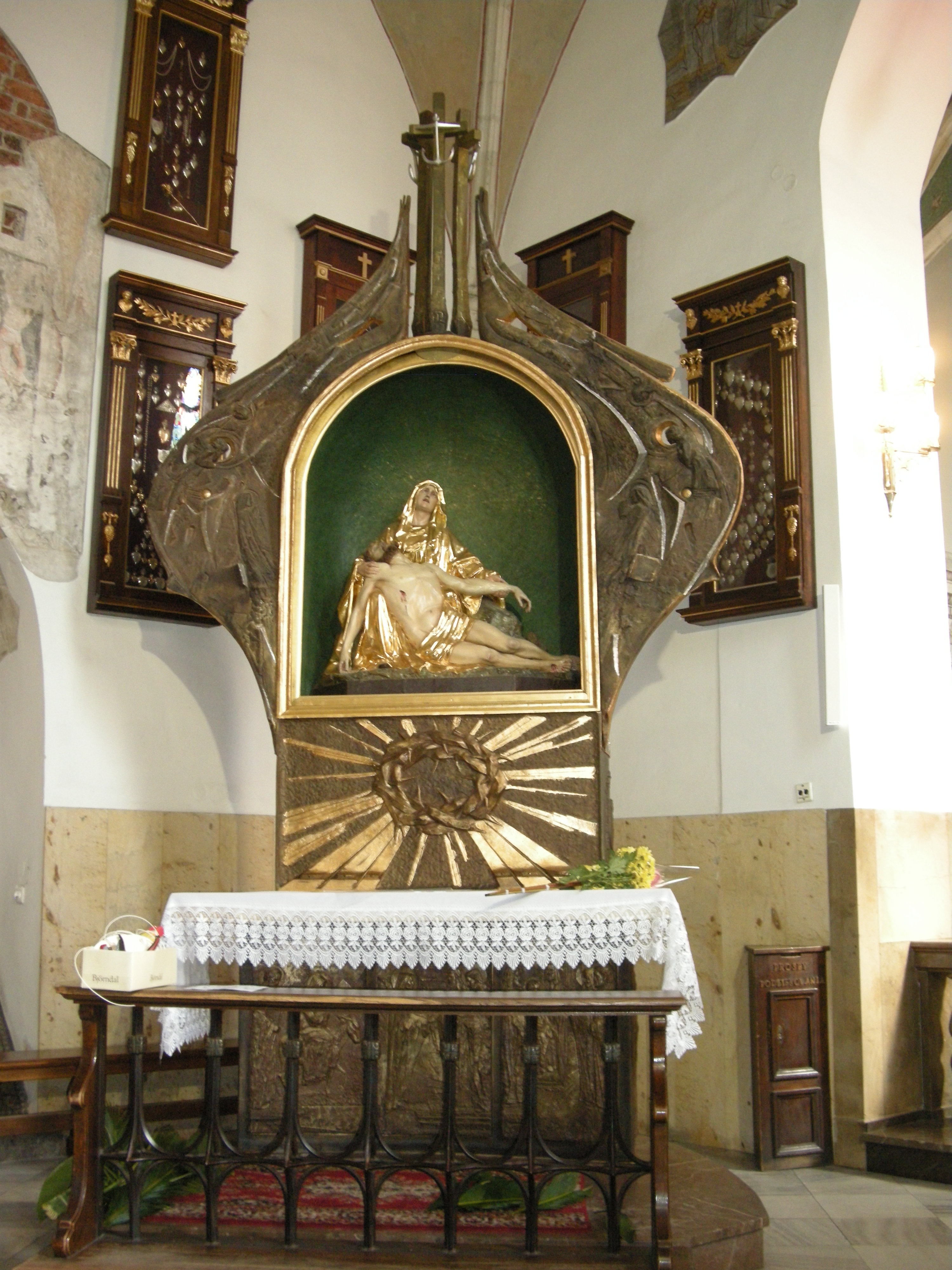
Ołtarz Matki Bożej Bolesnej z 1986, z figurą Piety Tarnowskiej z początku XVII w.

W latach 1981–1986 z polecenia biskupa Jerzego Ablewicza przeprowadzono prace renowacyjne we wnętrzu bazyliki. Pomysłodawcą ich był inż. arch. Edward Dutkiewicz, syn wcześniejszego restauratora katedry i współautora polichromii Józefa E. Dutkiewicza. Prace nadzorował proboszcz ks. Kazimierz Kos. W ich ramach m.in. odnowiono pomniki, zabielono polichromię w nawie głównej i w prezbiterium (w tym ostatnim podniesiono poziom podłogi), ustawiono nowy ołtarz główny przesuwając go w stronę nawy (1982 - umieszczono w nim relikwie bł. Karoliny Kózkówny), przeniesiono figurę Matki Bożej Bolesnej – Pietę z przedsionka południowego do nowego ołtarza, wykonanego z brązu według projektu Czesława Dźwigaja, w nawie południowej. Artysta ten zaprojektował także troje brązowych drzwi o bogatej symbolice umieszczonych w wejściach do katedry. Przy przedsionku północnym ze scenami Męki Pańskiej z odniesieniami do polskiej martyrologii (1983), przy przedsionku zakrystii z wyobrażeniem Stworzenia świata i pierwszych ludzi (1984) i przy wejściu południowym dwuskrzydłowe ze scenami z życia Maryi (1985). Drzwi zostały wykonane w pracowni Stanisława Kowalówki. W 1986 r. przed obchodami 200-lecia istnienia diecezji tarnowskiej prace restauracyjne zakończono.
10 czerwca 1987 r. odrestaurowaną katedrę odwiedził papież Jan Paweł II, odprawiając na pl. Katedralnym nieszpory eucharystyczne z wykorzystaniem monstrancji o wysokości 1,5 m z wyobrażeniami orłów z herbów Polski zaprojektowaną przez Czesława Dźwigaja i ufundowaną przez duchowieństwo diecezji tarnowskiej.
W 2000 r. z okazji Wielkiego Jubileuszu na ścianie przedsionka południowego w miejscu, gdzie przedtem był ołtarz z Pietą umieszczono rzeźbę ze sceną Zwiastowania wykonaną w brązie według projektu Marka Benewiata. W tym samym roku ukończono remont organów (40 głosów), przebudowano też elementy szafy organowej i umieszczono na niej figurę muzykującego anioła. W 2002 r. wykonano rzeźbioną nakładkę na wewnętrzną stronę drzwi pod chórem według projektu Kazimierza Klimkiewicza. Umieszczono na niej symbole czterech Ewangelistów oraz herby: papieski i biskupi. W latach 2005–2007 pod nadzorem proboszcza ks. Stanisława Salaterskiego przeprowadzono wymianę dachu z blachy miedzianej nad nawą główną bazyliki katedralnej oraz wymianę deskowania, blachy miedzianej dachu. Ponownie pozłocono także banię znajdującą się u podstawy krzyża i koronę na wieży, oczyszczono mury i naprawiono ich zniszczone fragmenty.
2 lutego 2006 r. biskup Wiktor Skworc wydał dekret erygujący sanktuarium Matki Bożej Bolesnej w kościele katedralnym p.w. Narodzenia Najświętszej Maryi Panny w Tarnowie. Stanowił on oficjalne zatwierdzenie kultu tarnowskiej Piety z XVII w.

## Architektura zewnętrzna
Wielokrotnie rozbudowywany i przebudowywany orientowany kościół ma formę trójnawowej bazyliki, z wydłużonym, wąskim prezbiterium zamkniętym trójboczną absydą oraz pięciokondygnacyjną wieżą. Budynek został zbudowany z cegły, do wykonania detali architektonicznych użyto kamienia. Przy korpusie budowli, na wysokości środkowych przęseł, znajdują się dwie kruchty. Późnogotycka kruchta od strony południowej nakryta została sklepieniem sieciowym. Od strony północnej znajduje się kruchta neogotycka z 1898 roku, ze sklepieniem kryształowym. Przy prezbiterium od strony północnej usytuowana jest piętrowa przybudówka z kruchtą, zespołem zakrystii i skarbcem na piętrze. Boczną ścianę przy absydzie zdobi płaskorzeźba z wizerunkiem  Pana Jezusa Ukrzyżowanego, wykonana według projektu Antoniego Madeyskiego w 1899 roku. Kwadratowa wieża, nadbudowana w stylu neogotyckim, ma 72 m wysokości. Nakryta jest ostrosłupowym dachem hełmowym z wysmukłą iglicą ozdobioną pozłacaną koroną z 1898 roku. Nawa główna nakryta jest dachem dwuspadowym, niższe od niej nawy boczne dachami pulpitowymi. Prezbiterium nakryte jest dachem dwuspadowym z wielobocznym zakończeniem nad absydą, a piętrowa kaplica Serca Jezusa dachem kopulastym zwieńczonym latarnią. Wszystkie dachy kryte są blachą miedzianą. Bryła budynku zachowuje styl gotycki, w znacznej części przekształcony w duchu neogotyckim.

## Wnętrze i wyposażenie
Wnętrze bazyliki katedralnej  kryje wiele artystycznych stylów minionych epok, od gotyku po XX wiek.

### Prezbiterium
Prezbiterium w tarnowskiej katedrze w obecnej formie powstawało stopniowo, najstarsza część pochodzi z XV wieku, powiększono je w XIX wieku. Długie, węższe od nawy głównej prezbiterium zamyka trójboczna absyda. Zdobi ją sześć figur polskich świętych wykonanych z piaskowca liasowego, stojących na konsolach. Zostały wykonane w 1892 roku przez Zygmunta Langmana. Rzeźby mają wymiary zbliżone do naturalnych rozmiarów człowieka, przedstawiają: św. Kazimierza, św. Kingę, św. Wojciecha, św. Stanisława ze Szczepanowa, bł. Szymona z Lipnicy, św. Jana Kantego. W oknach zamontowano witraże wykonane na przełomie wieków w pracowni Fritza Jelego w Innsbrucku. W dobudowanej części ustawiono stalle kanonickie wykonane w pracowni Kazimierza Wakulskiego pod koniec XIX wieku.
W starszej części prezbiterium znajdują cztery pomniki grobowe:
- Pomnik Tarnowskich – monumentalny pomnik grobowy upamiętniający hetmana Jana Tarnowskiego i jego syna Jana Krzysztofa został wykonany w latach 1561-73. Dwukondygnacyjny pomnik w kształcie fasady świątyni greckiej ma 13 m wysokości i 6,60 m szerokości. Dolna kondygnacja poświęcona jest Janowi Krzysztofowi, górna jego ojcu. W prostokątnych niszach umieszczono postacie zmarłych w pozach sansovinowskich. Pomnik wieńczy rozbudowana attyka z rzeźbą Chrystusa Zmartwychwstałego na szczycie. Głównym autorem dzieła jest Giovanni Maria Padovano. Pomnik został wykonany w części architektonicznej z białego piaskowca, kolumny, tablice i postacie z czerwonego marmuru, a płaskorzeźby upamiętniające tryumfy hetmana z alabastru. Sceny batalistyczne przedstawione w alabastrze to pochód spod Obertyna (u góry), oblężenie i zdobycie Staroduba (po lewej) oraz zdobycie zamku w Chocimiu w 1538 (po prawej)[24].
- Pomnik Zofii Tarnowskiej księżnej Ostrogskiej – renesansowy pomnik nagrobny córki Jana Tarnowskiego, równocześnie żony hetmana Konstantego Wasyla Ostrogskiego powstał wkrótce po jej śmierci, która nastąpiła w 1570 roku. Został wykonany we włoskim marmurze z Werony i łączy się konstrukcyjnie z pomnikiem Tarnowskich.
- Pomnik Ostrogskich – monumentalny pomnik grobowy poświęcony Januszowi Ostrogskiemu i jego pierwszej żonie Zuzannie Serédi z klęczącymi postaciami pary książęcej. Wzniesiono go w latach 1612-1620, ma 12,9 m wysokości i 7,9 m szerokości, został wykonany w czerwonym marmurze oraz kontrastującym z nim alabastrem o różnych odcieniach. Renesansowa architektura pomnika uzupełniona jest wypełnieniem w stylu manierystycznym. Pomnik wykonano we wrocławskiej pracowni Jana Pfistera
- Pomnik Barbary z Rożnowa – matka hetmana Jana Tarnowskiego zmarła w 1517 roku, pomnik powstał kilka lat po jej śmierci. Pomnik został wykonany przez nieznanego artystę w stylu gotycko-renesansowym, z białego drobnoziarnistego piaskowca pochodzącego z Szydłowa.

### Nawa główna
Trójprzęsłowa nawa główna nakryta została sklepieniem sieciowym pochodzącym z 1494 roku, później uzupełnionym w 1890. Arkada otworu tęczowego i arkady międzynawowe otrzymały formę ostrołukową. Polichromia zachowana została jedynie w blendach na przedłużeniu okien.
Przy otworze tęczowym ustawiono dwa neobarokowe ołtarze boczne z połowy XIX wieku. W prawym ołtarzu znajduje się obraz Chrystusa Ukrzyżowanego, a w lewym kopia obrazu Matki Boskiej Częstochowskiej autorstwa Kazimierza Rydla z Krakowa. W predellach ołtarzy umieszczono niewielkie obrazy polskich świętych. Po prawej stronie, naprzeciwko ambony, ustawiono ołtarz boczny z obrazem św. Kazimierza pędzla Xawerego Marynowskiego z 1848 roku. Wszystkie trzy ołtarze pochodzą z nowosądeckiej pracowni Kajetana Damasiewicza. Obok ołtarza Matki Bożej Częstochowskiej znajduje się barokowa chrzcielnica z XVII wieku, wykonana z czarnego marmuru.
Na ścianie filaru po lewej stronie znajduje się neogotycka drewniana ambona z 1894 roku, złożona z kazalnicy i baldachimu. Wejście z balustradą ozdobiono ornamentem maswerkowym, a baldachim sterczynami z żabkami. W płyciznach na zewnątrz kosza ambony widnieje pięć płaskorzeźb z wizerunkami Chrystusa i czterech ewangelistów. Wykonana została w Krakowie, w pracowni Kazimierza Wakulskiego. Na ścianach tylnych filarów nawy umieszczono epitafium ks. Marcina Leśniaka (zm. 1889), prepozyta kapituły katedralnej i rektora Seminarium Duchownego w Tarnowie oraz pomnik bp Leona Wałęgi, wykonany według projektu Jerzego Bandury, odsłonięty w 1957 roku, w 25 rocznicę śmierci.
W zachodnim przęśle nawy głównej znajduje się chór muzyczny, wsparty na trzech ostrołukowych arkadach. Na przedłużeniu ich kolumn umieszczono kamienne figury św. Cecylii, patronki śpiewu i muzyki kościelnej i św. Grzegorza Wielkiego, reformatora śpiewu liturgicznego. Obie rzeźby są autorstwa Zygmunta Langmana. Pod emporę przeniesiono z prezbiterium dwie późnogotyckie stalle, bogato zdobione  snycerką o motywach roślinnych i maswerkowych.

### Nawa południowa
Nawa południowa powstała w połowie XIX wieku w wyniku połączenia szeregu pomieszczeń dobudowanych do głównej części kościoła. Począwszy od wschodu były to:
- kaplica św. Benedykta – wzniesiona w stylu neogotyckim w 1827 roku jako przedłużenie sąsiedniej kaplicy. Polichromię namalował Adam Marczyński.
- kaplica Matki Bożej Szkaplerznej – zbudowana w 1514 w stylu gotyckim, ze sklepieniem krzyżowo-żebrowym ze wspornikami w kształcie głów w typie renesansowym. Zachowały się fragmenty polichromii gotycko-renesansowej z lat 1514-26, przedstawiające sceny maryjne i pasyjne. Wcześniej, na początku XIX w., połączono ją z sąsiednią kaplicą Krzyża Świętego.
- kaplica Krzyża Świętego – wybudowana w ostatnim ćwierćwieczu XIV stulecia w stylu gotyckim, z rzadko spotykanym siedmiotarczowym sklepieniem piastowskim z podparciem żeber w pięciu punktach.
- babiniec – gotycka kruchta z początku XV wieku, nakryta sklepieniem gwiaździstym. Polichromia z motywem Maiestas Domini.
- kaplica Rozesłania Apostołów – wybudowana w stylu gotyckim w 1415 roku, ze sklepieniem gwiaździstym wspartym na służkach w narożnikach, z herbem Sternberg na zworniku. Polichromia ze scenami z bitwy pod Grunwaldem.

W nawie południowej znajdują się:
- Ołtarz Najświętszego Sakramentu został wykonany w stylu neorenesansowym z marmuru kararyjskiego według projektu Tadeusza Błotnickiego w ok. 1900 roku. W centralnej części znajduje się płaskorzeźba postaci Chrystusa wzorowana na fresku Ostatnia Wieczerza Leonarda da Vinci. W tym ołtarzu znajduje się tabernakulum bazyliki katedralnej.
- Ołtarz Matki Bożej Bolesnej z barokową figurą tarnowskiej Piety z XVII w. został wykonany z brązu według projektu Czesława Dźwigaja przez Stefana Kowalówkę w 1987 roku. Mensę ołtarzową zdobią płaskorzeźby ze scenami Siedmiu Boleści Matki Bożej.
- Pomnik nagrobny Barbary z Tęczyńskich Tarnowskiej (zm. 1521) to renesansowy wiszący pomnik pierwszej żony hetmana Jana Tarnowskiego wykonany w pracowni Jana Marii Padovano ok. 1555 roku. Wzorowany był na nagrobkach weneckich, wykonana no go z piaskowca i czerwonego marmuru. W niszy, ozdobionej medalionami z Madonną z Dzieciątkiem oraz herbami Leliwa i Topór, umieszczono leżącą postać zmarłej.
- Pomnik nagrobny ks. Marcina Łyczki (zm. 1578)  jest późnorenesansowym przyściennym pomnikiem prepozyta kolegiaty tarnowskiej, wykonanym z piaskowca i czerwonego marmuru. W wspartej na wysokim cokole niszy umieszczono leżącą postać zmarłego, powyżej znajduje się tablica inskrypcyjna i ozdobne zwieńczenie.
- Pomnik nagrobny księcia Eustachego Stanisława Sanguszki (zm. 1903), namiestnika Galicji  to przykład  neoklasycystycznego pomnika, wykonanego z białego marmuru przez Antoniego Madeyskiego, z leżącą postacią zmarłego ułożoną na tumbie.

Ponadto na ścianach nawy południowej umieszczono duży, ponad czterometrowy drewniany krucyfiks z XVIII w., część stacji Drogi Krzyżowej z końca XIX w., liczne epitafia, w tym manierystyczne epitafium Stanisława i Katarzyny Ziębów z 1622 wykonane przez Jana Pfistera (w tle reliefowej tablicy znajduje się najstarszy widok Tarnowa). Polichromia nawy południowej w większości została namalowana przez Józefa Edwarda Dudkiewicza w latach 1957-1958.

### Nawa północna
Nawa północna, podobnie jak południowa, powstała w połowie XIX wieku w wyniku połączenia pomieszczeń dobudowanych do głównej części kościoła. Począwszy od wschodu były to:
- kaplica Świętych Relikwii  – zbudowana w 1712 roku nad skarbcem, nakryta barokową kopułą z latarnią. Obecnie kaplica Serca Pana Jezusa.

- dawna zakrystia – dobudowana na początku XV wieku, nakryta sklepieniem krzyżowym.
- kaplica św. Anny – zbudowana przed 1514 rokiem, nakryta sklepieniem gwiaździstym.

W nawie północnej znajdują się:
- Ołtarz Serca Pana Jezusa – klasycystyczny z połowy XIX w, z obrazem Serca Pana Jezusa z 1916 roku sygnowanym przez Wiesława Zarzyckiego. W 1982 roku ołtarz został przekomponowany. Umieszczono w nim neogotycką predellę i tabernakulum (zaprojektowane przez Juliana Zachariewicza) z 1892 roku pochodzące z dawnego ołtarza głównego. W podstawie ołtarza (stipes) zamontowano srebrne rokokowe antepedium z 2 połowy XVIII w, z popiersiami apostołów Piotra i Pawła[29].
- Pomnik ks. Kaspra Branickiego – późnorenesansowy pomnik nagrobny upamiętnia prepozyta tarnowskiej kolegiaty zmarłego w 1602 roku. Na kamiennym cokole w prostokątnej niszy umieszczono marmurową płytę z płaskorzeźbą postaci zmarłego, spoczywającego w pozie sansovinowskiej. Po bokach zwieńczenia stoją alegoryczne postacie kobiece, symbolizujące Wiarę i Nadzieję[29].
- Pomnik Trzech Janów – ufundowany przez hetmana Jana Tarnowskiego, upamiętnia jego najbliższych krewnych: ojca (Jana Amora), przyrodniego brata (Jana Amora) i zmarłego w dzieciństwie syna Jana Aleksandra. Przyścienny renesansowy pomnik nagrobny wykonany, po 1536 roku, z wapienia pińczowskiego[30]. Został przeniesiony w 1561 roku z prezbiterium i przekomponowany przez Giovanniego Marię Padovano[29].

Ponadto na ścianach nawy znajdują się epitafia, najstarsze z nich pochodzą z XVII wieku oraz część stacji Drogi Krzyżowej z końca XIX w. Polichromia we wnętrzu kopuły kaplicy Serca Pana Jezusa wykonana przez Wacława Taranczewskiego, w reszcie nawy przez Józefa Edwarda Dutkiewicza.

### Kruchty

#### Kruchta południowa
Kruchta południowa została zbudowana w XVI w. Nakryta jest sklepieniem sieciowym o żebrach wykonanych z cegły. Dwuskrzydłowe drzwi wejściowe wykonane są z brązu według projektu Czesława Dźwigaja w 1985 roku. Zdobią je płaskorzeźby ze scenami radosnych i bolesnych tajemnic różańca. Od wewnątrz zamontowano na nich stare, zabytkowe drzwi kute w żelazie z XVI w. Wejście do nawy okala, wykonany z wapienia pińczowskiego, gotycko-renesansowy portal początku XVI w., o bogatej rzeźbie ornamentalnej i figuralnej z motywem Misericordia Domini.Przy wejściu do nawy znajduje się barokowa kropielnica wykonana z wapienia dębnickiego o głębokiej czarnej barwie, pochodząca z XVII w.

#### Kruchta pod wieżą
Murowana wieża powstała w czasie odbudowy kościoła po pożarze w 1494 roku. Kruchta została nakryta sklepieniem krzyżowym z żebrami wykonanymi z cegły. Neogotycki portal przy wejściu do kruchty, wykonany z piaskowca według projektu Juliana Zachariewicza, pochodzi z czasu przebudowy wieży, umieszczone na nim daty oznaczają czas rozpoczęcia remontu wieży (1891) i wmurowania tego portalu (1906). Dwuskrzydłowe drzwi zostały wykonane z trybowanej blachy miedzianej w 1970 roku według projektu Bogdany i Anotola Drwalów. Upamiętniają jubileusz 1000-lecia chrześcijaństwa w Polsce, zdobią je brązowe figury św. Stanisław i bł. Kingi. Późnogotycki portal prowadzący do nawy głównej, ozdobiony u szczytu herbem Leliwa, powstał na początku XVI wieku. Z tego okresu pochodzą drzwi, obite blachą z motywem kratownicy.
Wewnątrz kruchty znajdują się:
- najstarsze w bazylice katedralnej epitafium, poświęcone krakowskiemu rzeźbiarzowi Wojciechowi (zm. 1575). Zostało wykonane z piaskowca przez Wojciecha Kuszczyca, współpracownika Jana Marii Padovano
- marmurowa tablica poświęcona pamięci bp Ignacego Łobosa (zm. 1900), inicjatora neogotyckiej przebudowy kościoła. Medalion z popiersiem biskupa wyrzeźbił Antoni Madejski
- pomnik Wincentego Witosa z 1985 roku, wykonany według projektu Czesława Dźwigaja

#### Kruchta północna
Została zbudowana w 1897 roku w czasie neogotyckiej przebudowy katedry. Do kruchty prowadzą brązowe drzwi z 1983 roku,zaprojektowane przez Czesława Dźwigaja. Zdobią je cztery płaskorzeźby ze scenami Męki Pańskiej, figurki Św. Wojciecha i św. Maksymiliana Kolbego wyeksponowane na antabach i figurki polskich męczenników rozmieszczone na węgarach. Wnętrze zdobi sgraffitowa dekoracja figuralna wykonana w 1958 roku przez Józefa Dudkiewicza nawiązująca do błagań z suplikacji „Święty Boże, Święty Mocny…” Do nawy prowadzi wejście wykończone ostrołukowym portalem gotyckim, wykonanym z drobnoziarnistego piaskowca istebniańskiego.

### Krypty

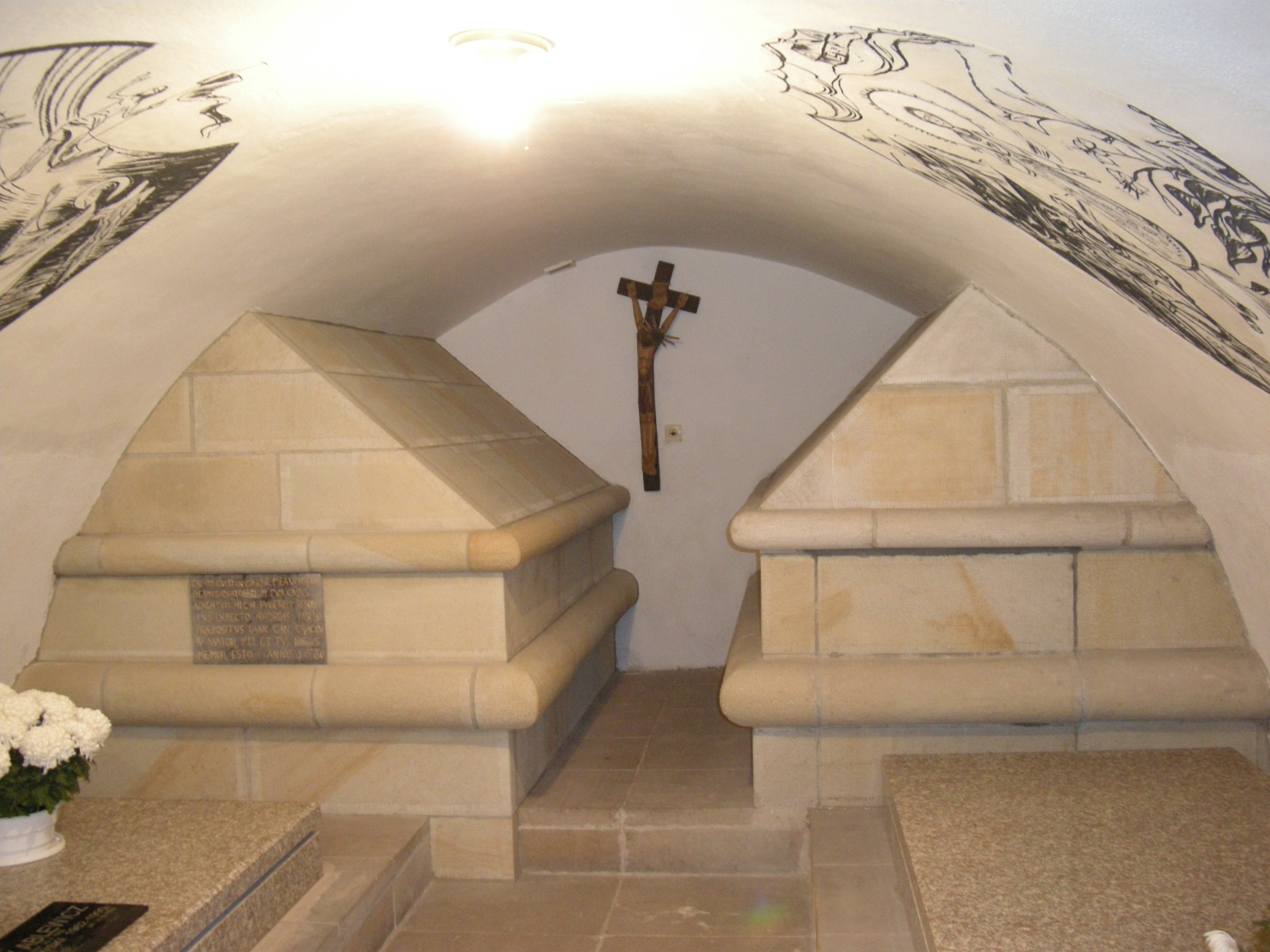
Wnętrze krypty biskupów tarnowskich

W podziemiach tarnowskiej bazyliki katedralnej znajduje się siedem murowanych krypt grobowych nakrytych sklepieniem kolebkowym. Pod prezbiterium znajdują się dwie krypty dawnych właścicieli miasta: Tarnowskich i Ostrogskich. W krypcie Ostrogskich zachowały się dwa cynowe sarkofagi, księcia Janusza Ostrogskiego i jego trzeciej żony Teofili z rodu Tarło. W 2025 roku te dwa zabytki zostały przewiezione do pracowni konserwatorskiej firmy A.T. Pracownia Konserwacji Zabytków w Tychach w celu ich odnowienia i późniejszego wyeksponowania. Mają one wrócić do katedry pod koniec 2026 roku.
W krypcie Tarnowskich w 1827 roku znaleziono prochy pochowanych oraz złoty łańcuch z medalem wielkości talara z inicjałami króla Zygmunta Augusta oraz dwie tablice z pozłacanej srebrnej blachy z rozbudowanymi inskrypcjami o charakterze epitafijnym, większa poświęcona hetmanowi Janowi Tarnowskiemu, mniejsza jego synowi Janowi Krzysztofowi.
Pod nawą główną znajduje się największa krypta, chowano w niej zacniejszych mieszczan tarnowskich. Kolejne trzy krypty znajdują się pod nawą południową – dwie pod kaplicą Rozesłania Apostołów, jedna pod kaplicą Krzyża Św. W nawie północnej, pod kaplicą św. Anny, usytuowana jest krypta duchownych tarnowskich.
W krypcie duchownych, obecnie nazywanej kryptą biskupów tarnowskich, jedynej okresowo otwieranej dla wszystkich, znajdują się dwa duże kamienne sarkofagi, w których spoczywają ks. Andrzej Tarło (zm. 1642), prepozyt kolegiaty tarnowskiej i bp Józef Grzegorz Wojtarowicz, którego szczątki sprowadzono do krypty w setną rocznicę jego śmierci. 4 kwietnia 1990 w krypcie pochowano abp Jerzego Ablewicza. 31 marca 2009 z inicjatywy bp Wiktora Skworca ekshumowano na cmentarzach doczesne szczątki biskupów Franciszka Lisowskiego i Jana Stepy i przeniesiono do krypty. Sgraffitową dekorację w krypcie wykonał Józef Furdyna w 1987 roku.
W planach jest stworzenie trasy turystycznej, która połączy ze sobą podziemne krypty.

### Organy

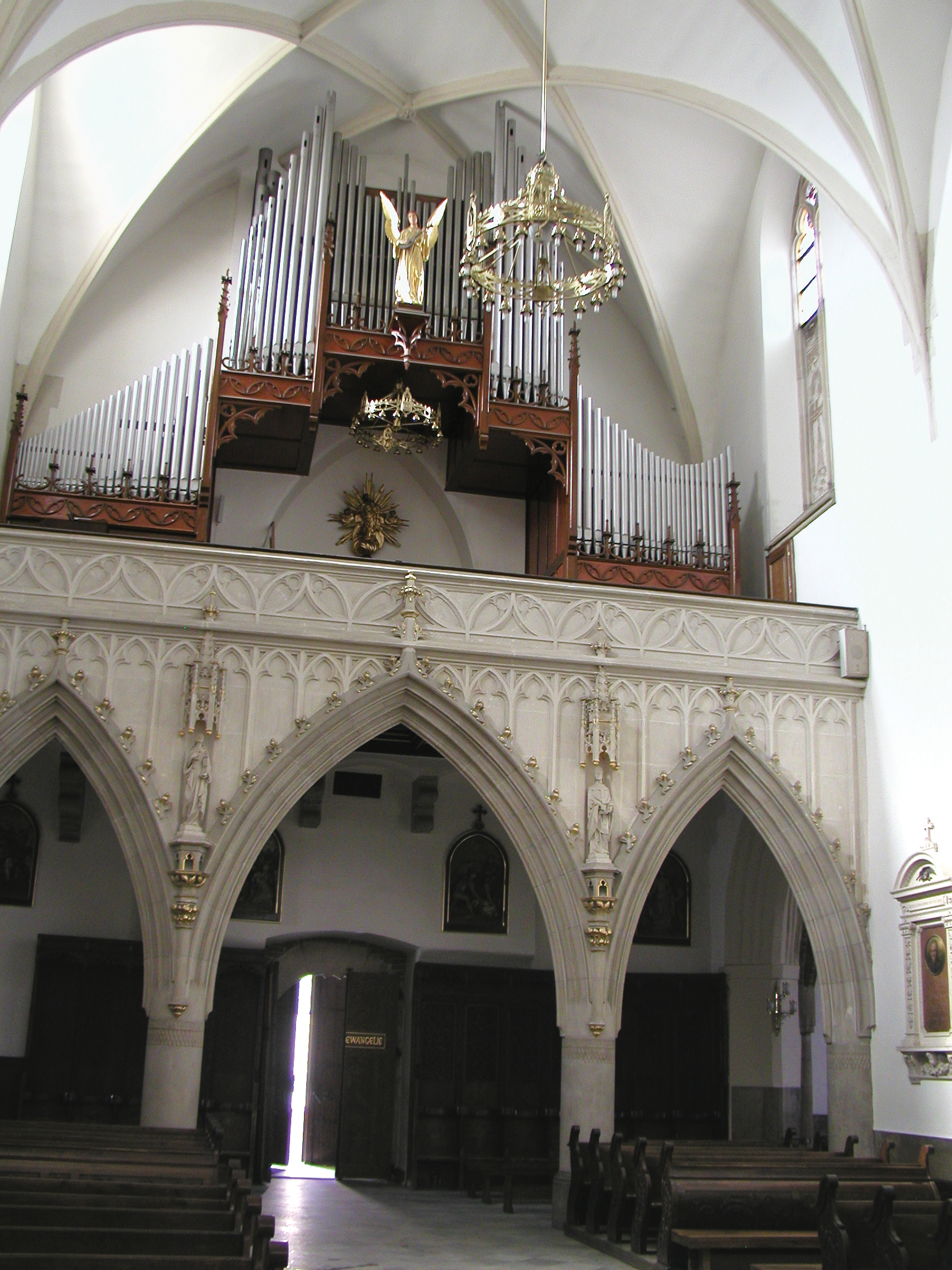
Widok na chór muzyczny

Budowa organów w tarnowskiej katedrze była podsumowaniem prac restauracyjnych prowadzonych w kościele w latach 1889-1897.  Instrument wykonała firma Rieger Orgelbau z Karniowa. Według katalogu firmy organy tarnowskiej katedry zostały zbudowane w 1906 (opus 1347). W latach 1964–65 przebudowę i rozbudowę organów przeprowadził zakład organmistrzowski Biernackich. W trakcie prac obciążony restrykcjami fiskalnymi oddział firmy Biernackich zbankrutował, wskutek czego przebudowę ukończył Tadeusz Rajkowski z Włocławka.
| Manuał I        | Manuał II         | Manuał III          | Pedał            |
| --------------- | ----------------- | ------------------- | ---------------- |
| 1. Burdon 16'   | 1. Pryncypał 8'   | 1. Pryncypał 8'     | 1. Kontrabas 16' |
| 2. Pryncypał 8' | 2. Salicet 8'     | 2. Flet kryty 8'    | 2. Violon 16'    |
| 3. Gamba 8'     | 3. Flet major 8'  | 3. Flet harm. 8'    | 3. Subbas 16'    |
| 4. Holflet 8'   | 4. Praestant 4'   | 4. Aeolina 8'       | 4. Oktawbas 8'   |
| 5. Dolce 8'     | 5. Bachflet 4'    | 5. Vox coelestis 8' | 5. Cello 8'      |
| 6. Gedackt 8'   | 6. Picolo 2'      | 6. Gemshorn 4'      | 6. Fletbas 8'    |
| 7. Oktawa 4'    | 7. Sifflet 1'     | 7. Flet 4'          | 7. Chorał 4'     |
| 8. Flet 4' *    | 8. Nasard 2 2/3'  | 8. Harmonia 3x      | 8. Mixtura 4'    |
| 9. Kornet 3x    | 9. Tercja 1 3/5'  | 9. Obój 8' ***      | 9. Puzon 16'     |
| 10. Mixtura 4x  | 10. Cymbel 3x     |                     |                  |
| 11. Trompet 8'  | 11. Klarnet 8' ** |                     |                  |

### Dzwony
Katedra posiada 3 dzwony oraz 2 gongi zegarowe. Na co dzień używany jest tylko mały dzwon.
|              | Imię          | Waga (kg) | Ton  | Rok odlania | Odlewnia                                                |
| ------------ | ------------- | --------- | ---- | ----------- | ------------------------------------------------------- |
| Mały dzwon   | Władysław     | ~450 kg   | a'   | 1927        | Odlewnia dzwonów Karol Schwabe, Biała                   |
| Średni dzwon | Maryja        | ~750 kg   | fis' | 1927        | Odlewnia dzwonów Karol Schwabe, Biała                   |
| Duży dzwon   | Ignacy, Józef | ~1600 kg  | d'   | 1888        | Peter Hilzer K. K. Hof Glocken Giesser, Wiener Neustadt |